# Аукі
Аукі — місто, столиця провінції Малаїта, Соломонові Острови. Розташоване на північно-західному узбережжі провінції. У Аукі з Хоніари щодня проходять авіарейси, а також існує регулярне судноплавство між двома цими містами.
У місті є електрика, автодорога в аеропорт (11 км завдовжки). У Аукі вирощують фрукти, овочі, займаються рибальством. Рибу можна придбати на ринку недалеко від головної пристані.
У Аукі 42 приходи англіканської церкви. Ними керує єпископ Малаїти Сем Саху.

## Клімат
Місто знаходиться у зоні, котра характеризується вологим тропічним кліматом. Найтепліший місяць — січень із середньою температурою 26.7 °C (80 °F). Найхолодніший місяць — липень, із середньою температурою 25 °С (77 °F).
| Клімат Аукі             | Клімат Аукі | Клімат Аукі | Клімат Аукі | Клімат Аукі | Клімат Аукі | Клімат Аукі | Клімат Аукі | Клімат Аукі | Клімат Аукі | Клімат Аукі | Клімат Аукі | Клімат Аукі | Клімат Аукі |
| Показник                | Січ.        | Лют.        | Бер.        | Квіт.       | Трав.       | Черв.       | Лип.        | Серп.       | Вер.        | Жовт.       | Лист.       | Груд.       | Рік         |
| Середній максимум, °C   | 30          | 30          | 30          | 30          | 30          | 29          | 29          | 29          | 29          | 30          | 30          | 30          | 29          |
| Середня температура, °C | 27          | 27          | 26          | 26          | 26          | 26          | 25          | 25          | 26          | 26          | 26          | 27          | 26          |
| Середній мінімум, °C    | 23          | 23          | 23          | 23          | 23          | 22          | 22          | 22          | 22          | 22          | 23          | 23          | 22          |
| Норма опадів, мм        | 402         | 382         | 386         | 281         | 217         | 182         | 211         | 234         | 216         | 227         | 231         | 291         | 3261        |
| ----------------------- | ----------- | ----------- | ----------- | ----------- | ----------- | ----------- | ----------- | ----------- | ----------- | ----------- | ----------- | ----------- | ----------- |
| Джерело: Weatherbase    |             |             |             |             |             |             |             |             |             |             |             |             |             |